# Tanjung Baru (Muara Padang)
Tanjung Baru is een bestuurslaag in het regentschap Banyuasin van de provincie Zuid-Sumatra, Indonesië. Tanjung Baru telt 722 inwoners (volkstelling 2010).